# Nowianka
Nowianka (biał. Навіянка, Nawijanka; ros. Новиянка, Nowijanka) – wieś na Białorusi, w obwodzie grodzieńskim, w rejonie werenowskim, w sielsowiecie Pirogańce, w pobliżu granicy Litwą. 
W XIX w. folwark. W dwudziestoleciu międzywojennym majątek ziemski i zaścianek leżące w Polsce, w województwie nowogródzkim, w powiecie lidzkim, do 11 kwietnia 1929 w gminie Siedliszcze, następnie w gminie Werenów. Po II wojnie światowej w granicach Związku Radzieckiego. Od 1991 w niepodległej Białorusi.